# バヤウト
バヤウト（モンゴル語: Baya'ud）とは、モンゴル高原に居住するモンゴル系遊牧集団の一つ。

## 概要

### 起源
アラン・ゴアと光の精の末裔たるニルンに属さない、ドルルギン諸氏族の一つ。『元朝秘史』や『集史』の伝える伝承によると、チンギス・カンの遠祖のドブン・メルゲンの時代、マアリク・バヤウダイという名の貧しい男がドブン・メルゲンの親族のクルン・サカルと出会った。困窮していたマアリク・バヤウダイは自らの息子のババリクを対価にクルン・サカルが仕留めたばかりの牛肉の欠片を売ってもらい、クルン・サカルはババリクをドブン・メルゲンの妻のアラン・ゴアに与えた。これ以後、ババリクの子孫はアラン・ゴアの子孫に代々仕え、バヤウト部として知られるようになった、という。
以上が伝承としてのバヤウト部の起源であるが、実際にはウリヤンハンやスルドスなどと同様にブルカン・カルドゥンに移住してきたモンゴル部のボルジギン氏に征服された先住民であったと考えられている。バヤウトはモンゴル部の中でも弱小な氏族の1つで、他の有力氏族（タイチウト氏、キヤト氏など）に分散して隷属民として仕えていた。

### モンゴル帝国時代
12世紀末、モンゴル部内でキヤト・ボルジギン氏のテムジン（後のチンギス・カン）が台頭すると、これに対抗するタイチウト氏などとの間で内部抗争が生じるようになった。テムジンとタイチウトが支持するジャムカとの間で最初の戦いが生じた時（十三翼の戦い）、テムジン側の味方は少なかったにもかかわらず、ソルカンの率いるバヤウト部はテムジン側に立って奮戦した。
この時の功績を嘉し、後にチンギス・カンはバヤウト部を「譜代家人」として遇し、オングルやソルカンらバヤウト部出身者を千人隊長として取り立てた。また、この時の功績によってバヤウト部とチンギス・カン家は姻戚関係を結ぶようになり、バヤウト出身のブカはチンギス・カン家の女性を娶り、「キュレゲン（婿）」を称した。そして、後述するようにバヤウト部は　定期的にチンギス・カン家に妃を輩出する家系として知られるようになった。

### 大元ウルス時代
第4代皇帝モンケの側室で、シリギの母であったバヤウジンはバヤウト部の出身であり、またレビラト婚によって第5代皇帝クビライの側室にもなり、クビライとの間にはトガンを生んだ。
大元ウルスの歴史において非常に重要な意味を持つのがバヤウト部出身でオルジェイトゥ・カアン（成宗テムル）の皇后となったブルガンであった。テムルの最初の妻のシリンダリが子供を残さず亡くなったことや、皇太子デイシュを生んだことなどにより、ブルガンはバヤウト出身の妃としてはそれまでにない非常に高い地位を有するようになった。これに加えてテムルが病弱だったこともあり、ブルガンはテムルの治世の後半において実質的に朝政を取り仕切った。
テムルが亡くなると、ブルガンは自らの地位を保つために安西王アーナンダを擁立せんと計画したが、ハルガスンらによるクーデターによってブルガンは捕縛・処刑されてしまった。そのため、ブルガンの高い地位はバヤウト部内で受け継がれることはなかったが、かえってコンギラト部のダギがかつてのブルガン同様の高い権勢を得るようになった。ブルガンの時代に始まる皇后の権勢の強化は、「大カアン位の空洞化」をもたらしたと評されている。

## 北元時代以後
大元ウルスの崩壊後、バヤウトがどのような変遷を辿ったかは不明であるが、16世紀に入ると内ハルハ5部の一つとしてバヤウト部が史料上に登場するようになる。内ハルハ5部はダヤン・ハーンによって六男のアルチュ・ボラトに分封され、以後バアリン部はアルチュ・ボラトの孫のソニン・ダイチン・ドグシン(Sonin daičing doγsin)によって統治されるようになった。
また、トゥメト部の中にも「バヤウト・オトク（叭要）」が存在したことが知られているが、ハルハのバヤウト・オトクとの関係は不明である。

## バヤウト部出身の人物

### ジェデイ・バヤウト（ジダ河のバヤウト）
- クビライ・コルチ（Qubilai Qorči >qūbīlāī qūrchī,قوبلای قورچی）

#### ブカ・キュレゲン家
- ブカ・キュレゲン（Buqa Küregen ＞不合古咧堅/bùhé gŭliējiān,بوقا گورکان/Būqā gūrkān）
  - トルクス・キュレゲン（Torqus Küregen ＞脱里忽思/tuōlǐhūsī）
    - ブルガン・カトン（Bulγan qatun ＞卜魯罕/bŭlŭhǎn,بولوغان خاتون/Būlūghān khātūn）

#### ソルカン家
- ソルカン（Önggür noyan ＞喜往/xǐwǎng,اونگور نویان/ūngūr nūyān）
  - ココチュ（Kököčü ＞闊闊出/kuòkuòchū,کوکجو/Kūkajū）
    - ジュルジ・バウルチ（Önggür noyan ＞喜往/xǐwǎng,اونگور نویان/ūngūr nūyān）
      - バヤウダイ（Bayau'dai ＞伯要兀歹/bǎiyàowùdǎi）
        - サイン・チダク（Sayin Čidaqu ＞賽因赤答忽/sàiyīnchìdáhū）
          - ココ・テムル（Köke temür ＞擴廓帖木児/kuòkuòtièmùér）
          - トイン・テムル（Torqus temür ＞脱因帖木児/tuōyīntièmùér）

    - ノカイ・ジャルグチ（Noqay ＞نوقاى/nūqāy）
    - ムスタファ・ビチクチ（Mustafa ＞مصطفى/muṣṭafā nūyān）

### ケヘリン・バヤウト（草原のバヤウト）
- オングル・ノヤン（Önggür noyan ＞汪古児/wānggŭér,اونگور نویان/ūngūr nūyān）